# Stagnicola bonnevillensis
Stagnicola bonnevillensis е вид коремоного от семейство Lymnaeidae. Видът е световно застрашен, със статут Уязвим.

## Разпространение
Разпространен е в САЩ (Уайоминг и Юта).